# Richard de Villamil
Pour les articles homonymes, voir Villamil.
Richard de Villamil (1850-1936) est un officier et scientifique britannique.

## Biographie
Petit-fils de Martin de Villamil (1783-1843), il est d'abord officier de l'Armée britannique en Inde puis en Jamaïque (années 1869-1889 au moins). 
Homme de sciences, il découvre en 1928 les archives de Isaac Newton et écrit en 1931 un livre sur lui : Newton, The Man, préfacé par Albert Einstein.

## Œuvres
- A B C of Hydrodynamics, Ed. Spon, London, 1912.
- Motions of liquid, Ed. Spon, London, 1914.
- Resistance of air, 1917.
- Soaring flights, simple mechanical solution of the problem, Ed C. Spon, London, 1920 .
- Rational mecanics, 1928 (sur la théorie de l'énergie).
- Newton, The Man, G.D. Knox, London, 1931, préfacé par Albert Einstein. Réédité par Johnson Reprint Corporation, New York, 1972.